# Geoff Bent
 Der er for få eller ingen kildehenvisninger i denne artikel, hvilket er et problem. Du kan hjælpe ved at angive troværdige kilder til de påstande, som fremføres i artiklen.

Geoffrey "Geoff" Bent (27. september 1932 – 6. februar 1958) var en engelsk fodboldspiller og en af de otte Manchester United-spillere, der mistede livet i München-flykatastrofen.
Bent blev født i Salford, Lancashire, og kom til United i sommeren 1948. Efter flere sæsoner på reserveholdet blev han professionel i 1951, han spillede 12 førsteholdskampe som back reserve for Roger Byrne i venstre side, og i stedet for Bill Foulkes i højre.
Han spillede ingen førsteholdskampe i sæsonen 1957–58. Han rejste kun til Beograd som reserve for Roger Byrne, som det ikke var regnet med ville spille i kampen pga. en skade, men gjorde alligevel.
Geoff, som er begravet på St. John's Churchyard på Bolton Road (A666), Pendlebury, var blevet far bare 4 måneder før sin død til en datter ved navn Karen. Hans enke Marion lever stadig og deltog i en 1998 ITV-dokumentar, Munich: End of a Dream, som markerede 40-året for tragedien.